# Monardella robisonii
Monardella robisonii är en kransblommig växtart som beskrevs av Carl Clawson Epling och Philip Alexander Munz. Monardella robisonii ingår i släktet Monardella och familjen kransblommiga växter. Inga underarter finns listade i Catalogue of Life.